# Paeoniaceae
Las peoniáceas (Paeoniaceae) constituyen una familia monogenérica de plantas dicotiledóneas rizomatosas originarias de diversas regiones de Europa, Extremo Oriente (especialmente de China) y de América del Norte, usualmente denominadas peonías.
Paeonia, el único género de la familia, comprende unas 40 especies aceptadas, de las 170 descritas. También están aceptados unos 20 taxones infraespecíficos de los 230 descritos.

## Descripción
Plantas herbáceas perennes (en la península ibérica) o arbustivas. Hojas pinnadas (hojas formadas por folículos dispuestos como las barbas de una pluma)  alternas, de color verde claro u oscuro, a veces plateadas,  más o menos divididas, sin estípulas. Flores solitarias y terminales, algunas olorosas, hermafroditas, actinomorfas, 3-6 sépalos libres, 5 a 10 pétalos papíraceos grandes de diversos colores (blanco, amarillo, rojo); androceo con numerosos estambres a estaminodios (o estambre estéril. Gineceo apocárpico súpero con 2 o 5 carpelos libres. Frutos en polifolículos, de dos a siete, carnosos con numerosas semillas redondas con arilo (sarcotesta) en principio rojas que se tornan negras después.
Las peonías herbáceas (vivaces) son diferentes a las peonías arbustivas (o peonías de árbol):
- Las peonías herbáceas desaparecen cada invierno y reaparecen en primavera. Son de fácil cultivo y tienen unas flores muy llamativas. La especie más común es la Paeonia lactiflora, llamada "peonía de China",con gran número de variedades. Las flores son de formas simples, semidobles o dobles.
- Las peonías arbustivas forman pequeños arbustos que no sobrepasan los 2 metros de alto. Entre las peonías arbustivas las especies lutea de flores amarillas y suffruticosa (de grandes flores que van del rosa al rojo), que ha dado lugar a la aparición de las peonías lemoinei híbridas y con numerosas formas de flores de colores muy variados.

## Distribución
Son propias de las regiones templadas del hemisferio Norte. En Norteamérica y Eurasia hasta China, donde existen numerosas especies. En Europa se extienden desde Portugal hasta Grecia.

## Usos
Se cultivan en jardinería por la belleza de sus flores. Predominan las especies Paeonia broteri o "saltaojos" de hojas pinnadas y flores rosadas; P. peregrina; P. moutan de flores blancas; P. officinalis de flores rosadas y raíz laxante y P. coriacea.

## Taxonomía
Las peonías estuvieron asociadas, durante mucho tiempo, a la familia de las Ranunculáceas, pero el género Paeonia presentaba numerosas diferencias con el resto de esta familia y, por tanto, en los años cincuenta se creó una familia distinta: las Paeoniaceae. La  Clasificación filogenética sitúa a esta familia en el orden de las Saxifragas.
Etimología
Paeonia: nombre genérico en honor de Peón, el médico de los dioses que aparece mencionado en la Ilíada y en la Odisea de Homero. Curó a Ares cuando fue herido por Diomedes durante la guerra de Troya; también se menciona una curación anterior que le hizo a Hades de una flecha lanzada por Heracles en Pilos.
También en Plinio el Viejo, libro 25, X, 1, que la recomienda contra «las pesadillas provocadas por los faunos.»

## Especies

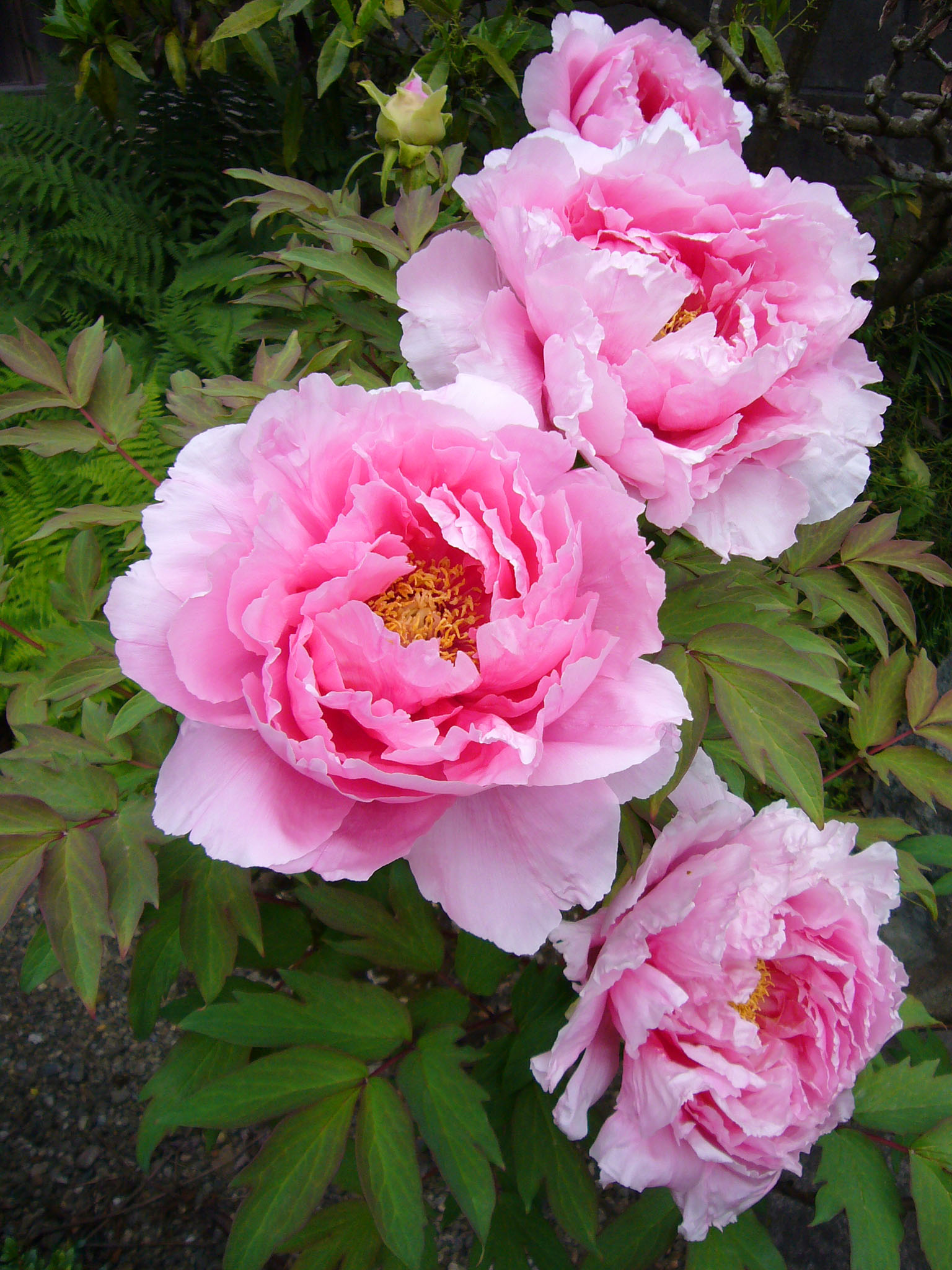
Paeonia suffruticosa.

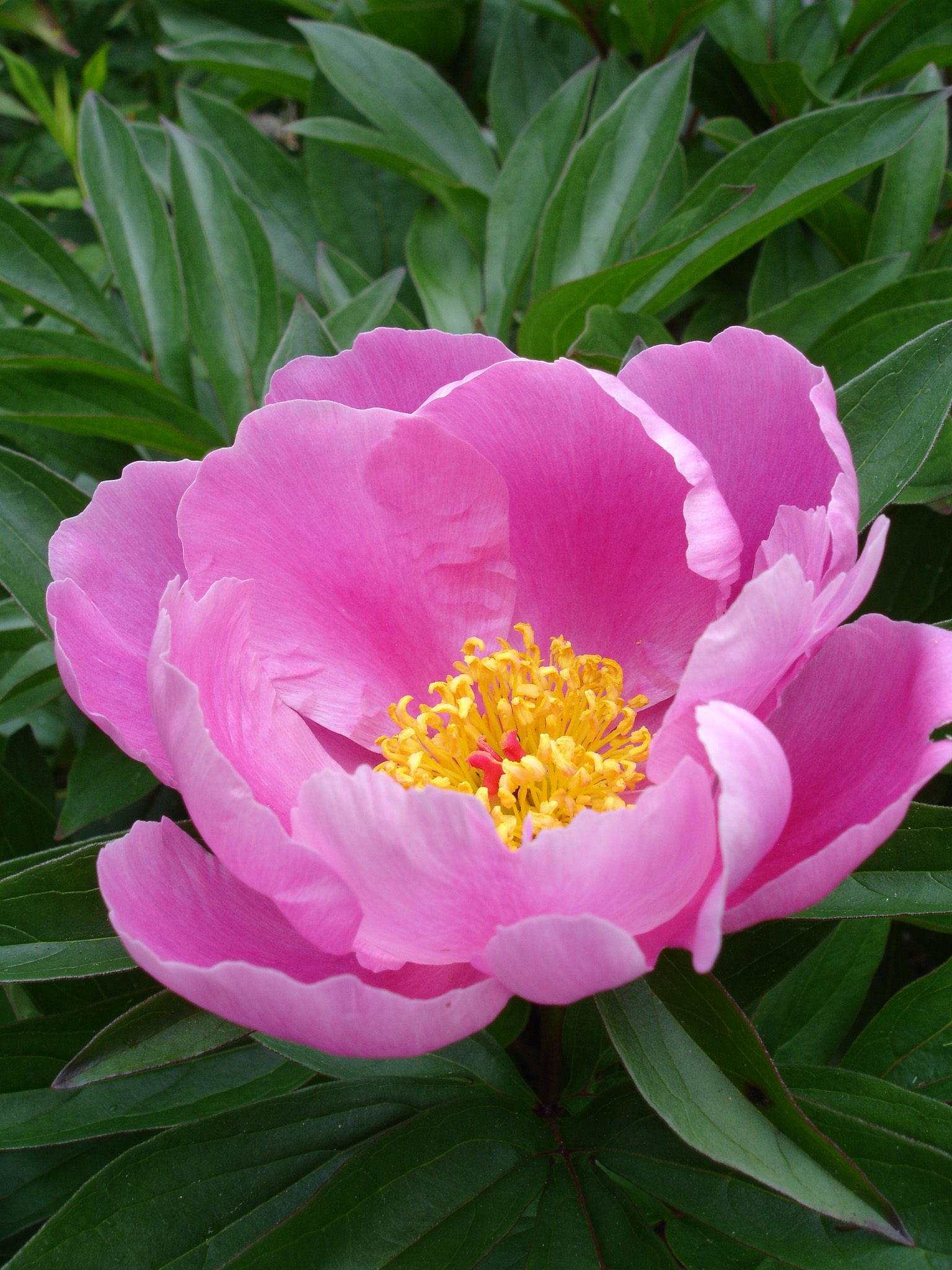
Paeonia lactiflora.

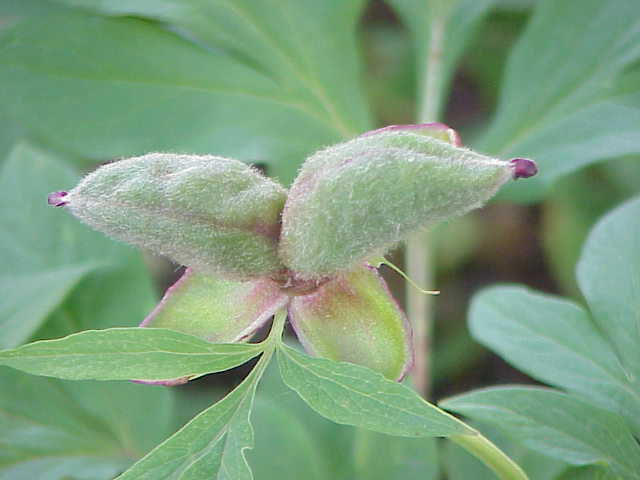
Vainas de frutos de Paeonia officinalis.

Las especies aceptadas de la familia Paeoniaceae incluyen:
- Especies herbáceas (unas 30 aceptadas)

Paeonia anomala L.
Paeonia arietina G.Anderson
Paeonia × baokangensis Z.L.Dai & T.Hong
Paeonia broteri Boiss. et Reut. (en bosques caducifolios).
Paeonia brownii Douglas ex Hook.
Paeonia californica Nutt.
Paeonia cambessedesii (Willk.) Willk.
Paeonia clusii Nutt.
Paeonia coriacea Boiss.
Paeonia corsica Sieber ex Tausch
Paeonia daurica Andrews
Paeonia emodi Royle
Paeonia intermedia C.A.Mey.
Paeonia kesrouanensis (J.Thiébaut) J.Thiébaut
Paeonia lactiflora Pall.
Paeonia mairei H.Lév.
Paeonia mascula (L.) Mill.
Paeonia obovata Maxim.
Paeonia officinalis L. endémica peninsular (SO y Portugal)
Paeonia parnassica Tzanoud.
Paeonia peregrina Mill.
Paeonia sterniana H.R.Fletcher
Paeonia tenuifolia L.
Paeonia saueri D.Y.Hong, Xiao Q.Wang & D.M.Zhang
Paeonia × saundersii Stebbins
Paeonia × yananensis T.Hong & M.R.Li
- Especies leñosas (8 aceptadas):

Paeonia decomposita Hand.-Mazz.
Paeonia delavayi Franch.
Paeonia jishanensis  sinónimo Paeonia spontanea)
Paeonia ludlowii (Stern & G.Taylor) D.Y.Hong
Paeonia ostii T.Hong & J.X.Zhang
Paeonia qiui Y.L.Pei & D.Y.Hong
Paeonia rockii (S.G.Haw & Lauener) T.Hong & J.J.Li ex D.Y.Hong
Paeonia x suffruticosa Andrews - peonía arbórea
En España están presentes los siguientes taxones:
- Paeonia broteri Boiss. & Reut.
- Paeonia cambessedesii (Willk.) Willk. in Willk. & Lange
- Paeonia coriacea Boiss.
- Paeonia mascula (L.) Mill.
  - Paeonia mascula subsp. mascula (L.) Mill.
- Paeonia officinalis L.
  - Paeonia officinalis subsp. microcarpa (Boiss. & Reut.) Nyman[6]

## Simbolismo y usos
La peonía está entre las flores más ampliamente usadas en la cultura ornamental y es una de las criaturas vivientes más pequeñas que son usadas como emblema en China.  Junto con la lozanía de la ciruela, es un símbolo floral tradicional de China, donde es llamada 牡丹 (mǔ dān). En 1903, la Dinastía Qing declaró la peonía como la flor nacional. Actualmente, la República de China en Taiwán designa la lozanía de la ciruela como la flor nacional, mientras la República Popular de China no tiene ninguna flor nacional legalmente designada.  En 1994, la peonía se propuso como la flor nacional después de una votación nacional, pero el Congreso Popular Nacional no ratificó la selección. En 2003, otro proceso de selección se empezó pero, a la fecha, no se ha hecho ninguna elección.
La famosa ciudad China de Luoyang tiene una respetada reputación como un centro de cultivo para las peonías. A lo largo de la historia china, se dice a menudo que las peonías en Luoyang son las más finas del país. También se sostienen allí anualmente docenas de exhibiciones y muestras de peonías.  En la cultura china siempre han sido asociadas a la belleza femenina.

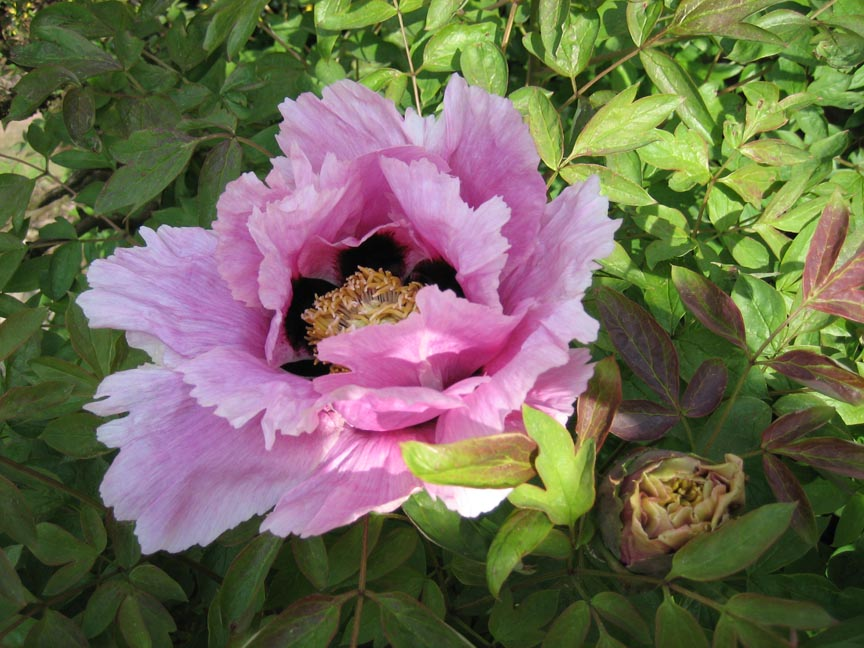
Paeonia rockii.

En Japón, la Paeonia lactiflora se llama comúnmente ebisugusuri (“medicina extranjera”). En el kampo (la adaptación japonesa de medicina china), su raíz se usó como un tratamiento para las convulsiones. También es cultivada como planta de jardín. En Japón se dice que las personas chinas llaman a la Paeonia lactiflora el “primer ministro” de flores.
La pronunciación de 牡丹 (peonía) en japonés es “botan”.  Antes del periodo Meiji, raramente se consumió carne tomada de cuadrúpedos en Japón debido al budismo, pero en los casos en los cuales se consumió o debió ser usada se parafraseó con nombres de flores.  El término “botan” fue usado (y todavía se usa) para la carne de jabalí salvaje.  Esto viene del parecido florido de la carne rebanada cuando se extendió encima de un plato.  Otro ejemplo es  “sakura” (flor del cerezo) que se usaba para la carne de caballo.
En 1957, la Asamblea General de Indiana pasó una ley para hacer que la flor estatal de Indiana fuera la peonía, un título que sostiene hasta el momento. Reemplazó la zinia que había sido la flor estatal desde 1931.
Las peonías son extensivamente cultivadas como plantas ornamentales por sus flores muy grandes y su agradable olor. El néctar que se forma por fuera de sus brotes suele atraer a las hormigas.
En España existe la creencia de que cuando se huele su flor produce dolor de cabeza., y Plinio el Viejo, libro 25, X, 1, la recomendaba contra «las pesadillas provocadas por los Faunos.»